# Aaron Connolly
Aaron Connolly, né le 28 janvier 2000 à Galway en Irlande, est un footballeur international irlandais qui évolue au poste d'attaquant à Leyton Orient.

## Biographie

### En club
Né à Galway en Irlande, Aaron Connolly est formé par le Mervue United, club de sa ville natale, avant de rejoindre en 2016 Brighton & Hove, où il poursuit sa formation. Le 22 août 2017, alors qu'il n'est âgé que de 17 ans, il fait sa première apparition en professionnel, lors d'un match de Coupe de la Ligue face au Barnet FC. Il entre en jeu en cours de partie ce jour-là, en remplacement de Tomer Hemed, et son équipe l'emporte par deux buts à zéro. 
Lors de la seconde partie de la saison 2018-2019, Connolly est prêté à Luton Town, en troisième division anglaise, où il joue deux matchs.
Il inscrit son premier but en professionnel deux ans après sa première apparition avec le groupe pro, dans la même compétition face à Bristol Rovers, le 27 août 2019. Titulaire ce jour-là, il contribue à la victoire de son équipe avec ce but (1-2). Le 31 août suivant, il joue son premier match en Premier League face à Manchester City, en entrant en jeu à la place de Neal Maupay. Brighton perd la rencontre sur le score de 4-0 ce jour-là. Le 5 octobre 2019, Connolly se fait remarquer en inscrivant ses deux premiers buts en championnat face à Tottenham. Cette performance contribue à la victoire des siens (3-0).
Le 30 juillet 2020, Connolly prolonge son contrat avec Brighton, le liant désormais avec le club jusqu'en juin 2024.
Le 2 janvier 2022, Connolly est prêté par Brighton au Middlesbrough FC jusqu'à la fin de la saison,.
Le 14 juillet 2022, Aaron Connolly rejoint le Venise FC sous la forme d'un prêt d'une saison. Son passage en Italie est finalement de courte durée, l'Irlandais ne joue que cinq matchs puis se blesse en octobre avant qu'un flou s'installe au sujet de sa condition physique, le club ne communiquant pas à ce sujet malgré son absence prolongée, et un retour en Angleterre dès janvier est évoqué.
Le prêt de Connolly à Venise prend fin prématurément lors du mercato d'hiver et le 6 janvier 2023, il est de nouveau prêté par Brighton, cette fois à Hull City jusqu'à la fin de la saison.
Connolly se fait remarquer le 28 janvier 2023, jour de ses 23 ans, en marquant ses deux premiers buts pour Hull City, lors d'une rencontre de championnat face à Queens Park Rangers. Titularisé, il participe à la victoire de son équipe par trois buts à zéro,.
Le 2 août 2023, Connolly poursuit l'aventure avec Hull City en signant un contrat d'un an. Le 18 mai, Hull City annonce une liste de joueurs qui ne seront pas prolongés à l'issue de leur contrat, et Connolly en fait partie. Il se retrouve ainsi libre à l'été 2024.
Après être resté quelques mois sans club, Aaron Connolly signe en faveur du Sunderland AFC le 24 septembre 2024, pour un contrat d'un an.
Aaron Connolly quitte Sunderland dès le mercato d'hiver, après onze matchs joués pour les Black Cats, il s'engage le 16 janvier 2025 avec un autre pensionnaire de Championship, le Millwall FC.

### En sélection nationale
Avec les moins de 17 ans, Aaron Connolly inscrit sept buts lors des éliminatoires du championnat d'Europe des moins de 17 ans. Il marque notamment deux doublés, contre les îles Féroé, et Chypre. Il participe ensuite à la phase finale du championnat d'Europe des moins de 17 ans 2017 qui se déroule en Croatie. Lors de cette compétition, il joue quatre matchs, dont trois en tant que titulaire. Les Irlandais sont battus en quarts de finale par l'Angleterre le 13 mai (1-0).
Avec les moins de 19 ans, il inscrit deux buts. Il marque son premier but le 21 mars 2018 contre la Slovaquie, lors des éliminatoires du championnat d'Europe des moins de 19 ans 2018. Les deux équipes se neutralisent (1-1). Il inscrit son second but le 11 septembre 2018, en amical contre le Pays de Galles (victoire 2-0).
Il joue son premier match avec les espoirs le 3 juin 2019, en amical contre la Chine. Il se met en évidence lors de cette rencontre en inscrivant un but et en délivrant une passe décisive (victoire 1-4).
Le 12 octobre 2019, Aaron Connolly honore sa première sélection avec l'équipe d'Irlande, lors d'un match de qualification pour l'Euro 2020 contre la Géorgie. Il entre en fin de partie lors de cette rencontre qui se termine par un match nul (0-0). Le 15 octobre suivant il connaît sa première titularisation avec l'équipe nationale, face à la Suisse. Il est remplacé à la 70e minute de jeu par Scott Hogan, lors de ce match qui se solde par la défaite de son équipe (2-0).

## Statistiques
| Saison                | Club                    | Championnat           | Championnat | Championnat | Coupe nationale | Coupe nationale | Coupe de la Ligue | Coupe de la Ligue | République d'Irlande | République d'Irlande | Total | Total |
| Saison                | Club                    | Division              | M.          | B.          | M.              | B.              | M.                | B.                | M.                   | B.                   | M.    | B.    |
| 2017-2018             | Brighton & Hove         | Premier League        | -           | -           | -               | -               | 1                 | 0                 | -                    | -                    | 1     | 0     |
| 2018-2019             | Brighton & Hove         | Premier League        | -           | -           | -               | -               | 1                 | 0                 | -                    | -                    | 1     | 0     |
| 2019-2020             | Brighton & Hove         | Premier League        | 24          | 3           | 1               | 0               | 2                 | 1                 | 2                    | 0                    | 29    | 4     |
| 2020-2021             | Brighton & Hove         | Premier League        | 17          | 2           | -               | -               | -                 | -                 | 4                    | 0                    | 21    | 2     |
| 2021-2022             | Brighton & Hove         | Premier League        | 4           | 0           | -               | -               | 2                 | 2                 | 2                    | 0                    | 8     | 2     |
| Sous-total            | Sous-total              | Sous-total            | 45          | 5           | 1               | 0               | 6                 | 3                 | 8                    | 0                    | 60    | 8     |
| 2018-2019             | Luton Town (prêt)       | League One            | 2           | 0           | -               | -               | -                 | -                 | -                    | -                    | 2     | 0     |
| Sous-total            | Sous-total              | Sous-total            | 2           | 0           | 0               | 0               | 0                 | 0                 | 0                    | 0                    | 2     | 0     |
| 2021-2022             | Middlesbrough FC (prêt) | Championship          | 13          | 2           | 2               | 0               | -                 | -                 | -                    | -                    | 15    | 2     |
| Sous-total            | Sous-total              | Sous-total            | 13          | 2           | 2               | 0               | 0                 | 0                 | 0                    | 0                    | 15    | 2     |
| 2022-2023             | Hull City (prêt)        | Championship          | 5           | 2           | 1               | 0               | -                 | -                 | -                    | -                    | 6     | 2     |
| 2023-2024             | Hull City               | Championship          | 24          | 8           | 1               | 0               | 1                 | 0                 | 1                    | 0                    | 27    | 8     |
| Sous-total            | Sous-total              | Sous-total            | 29          | 10          | 2               | 0               | 1                 | 0                 | 1                    | 0                    | 33    | 10    |
| Total sur la carrière | Total sur la carrière   | Total sur la carrière | 89          | 17          | 5               | 0               | 7                 | 3                 | 9                    | 0                    | 110   | 20    |